# 福光尚次
福光 尚次（ふくみつ しょうじ、1922年8月5日 - 1996年9月20日）は、日本の経営者。阪急百貨店社長、会長を務めた。福岡県出身。

## 経歴・人物
1947年（昭和22年）に慶應義塾大学経済学部を卒業し、翌年に阪急百貨店に入社。阪急電鉄からの分離後第一期生だった。
入社後、当時あった電気器具売場へ配属となり、仕入れの工夫で照明器具を市場価格の2割引きで販売したことで当時の清水雅社長に注目され、秘書室へ異動となった。1967年には宣伝部長として、百貨店で先例の少なかったプロ野球優勝セールとして「阪急ブレーブス優勝セール」を考案・実施した。
1972年（昭和47年）11月に取締役に就任し、1976年6月に常務を経て、1981年6月には専務に就任し、専務・営業副本部長時代には新規出店された大丸梅田店との競争に挑んだ。1986年6月に副社長を務めた後、1988年6月に生え抜きとして初の社長に就任した。前社長の山川茂夫は後述の新店舗出店や有楽町阪急（現在の阪急メンズ東京）の活性化に取り組んだが、既に73歳だったため、若返りや現場経験の長いトップによる攻めの路線への転換を意図したものだった。
在任中には川西阪急、宝塚阪急、ハーバーランドの神戸阪急が開業した。さらに、他社が出店計画を凍結する中でも、兵庫県西宮市（阪急西宮北口駅前）や大阪府茨木市（阪急茨木市駅前）への出店にも意欲を示していた。後者は実現しなかったが、前者は2008年（平成20年）に西宮阪急として開業した。
1994年6月から会長を務めた。
「英国フェア」の阪急百貨店での開催などの実績から、1993年に大英勲章を受章した。
1996年9月20日肝不全のために死去。74歳没。